# Virginia Slims of Detroit 1978
Il Virginia Slims of Detroit 1978 è stato un torneo di tennis giocato sul sintetico indoor. È stata la 7ª edizione del torneo, che fa parte del WTA Tour 1978. Si è giocato a Detroit negli USA dal 20 al 26 febbraio 1978.

## Campionesse

### Singolare
Martina Navrátilová ha battuto in finale  Dianne Fromholtz con il punteggio di 6–3, 6–2

### Doppio
Billie Jean King /  Martina Navrátilová hanno battuto in finale  Kerry Reid /  Wendy Turnbull con il punteggio di 6–3, 6–4